# Giovan Battista Marino (scultore)
Giovan Battista Marino (XVIII secolo) è stato uno scultore italiano; la presenza a Catania di Giovan Battista Marinо, scultore palermitano seguace di Ignazio Marabitti, è documentata nella città etnea a partire dal 1750.

## Biografia
Nel 1750 infatti lo scultore realizza una fontana in marmo di Taormina, non più esistente, decorata con puttini e pesci in pietra di Siracusa da installare nella prospettiva del nuovo corridore, nel Collegio dei Gesuiti a Catania. Nella chiesa del Collegio, dedicata un tempo alla Santissima Ascensione e oggi a San Francesco Borgia, realizza il grande altorilievo raffigurante San Francesco Saverio che battezza il Re delle Indie.
Nel 1753 Marino fa parte dell'ampio gruppo di scultori e intagliatori che lavorano alla fabbrica del Monastero benedettino di San Nicolò l'Arena. Un suo intervento è segnalato nella balaustra del grande scalone monumentale della casa dei religiosi, in una lapide per sepoltura e nei gradini di alcuni altari della chiesa.
Nel 1755 il Marino realizza gli altari della Chiesa della Santissima Trinità e le sculture de portale della stessa chiesa.
Tra il 1756 ed il 1757 esegue, su commissione della Deputazione dello Studio, il bozzetto in argilla per la nuova fontana del Piano della Fera Nova:
.
L'opera viene realizzata dallo scultore catanese Giuseppe Orlando, suocero dello stesso Marino. A questo ultimo è attribuito il basamento della Fontana di Cerere, oggi collocata in Piazza Cavour (detta Piazza Borgo). Catanese d'adozione, il suo ritratto, oggi perduto, è stato inserito nella Pinacoteca della Regia Università di Catania.
Tra il 1760 il 1764 collabora attivamente con Giuseppe Palazzotto, architetto della fabbrica della Chiesa di Santa Chiara. Negli anni successivi, tra il 1766 e il 1777, lo scultore palermitano realizza su proprio disegno la pavimentazione della chiesa stessa, i due angeli che sorreggono le acquasantiere e l'altare maggiore con le statue di Santa Chiara e di San Francesco. 

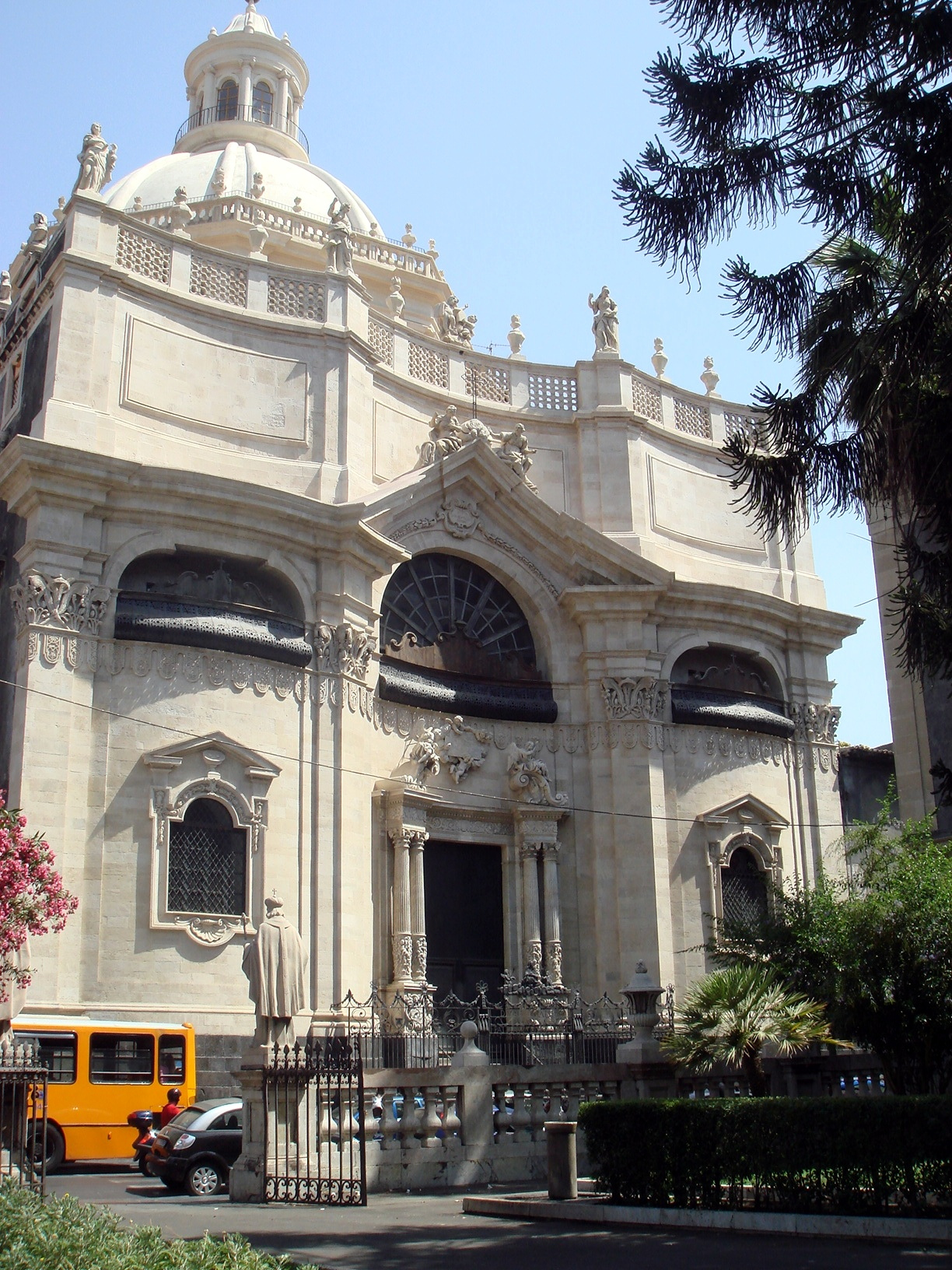
2895 - Catania - Giovanni Battista Vaccarini - Chiesa della Badia di Sant'Agata (1767). Foto di Giovanni Dall'Orto, scattata il 4 luglio 2008.

Nel 1767 Giovan Battista Marino realizza su propri modelli le quattro statue destinate ad abbellire il vaccariniano prospetto della Chiesa della Badia di Sant'Agata. Ma l'architetto Giovanni Battista Vaccarini, che pure ne aveva commissionato il lavoro, non appare soddisfatto e pretende nel 1768, anno in cui morirà, l'annullamento del contratto e del compenso. Diverso tempo dopo, nel 1782, lo scultore palermitano insieme a Mario Biundo e Giovan Battista Amato curerà la realizzazione delle statue, delle acquasantiere e degli altari all’interno della stessa chiesa.
Nella sua lunga carriera artistica Giovan Battista Marino collabora anche con Pietro Paolo Vasta per la realizzazione della balaustra e delle dodici statue della chiesa di San Sebastiano ad Acireale.